# Quercus fangshanensis
Quercus fangshanensis är en bokväxtart som beskrevs av Tcheng Ngo Liou. Quercus fangshanensis ingår i släktet ekar, och familjen bokväxter. Inga underarter finns listade.